# Grünschopfelfe
Die Grünschopfelfe (Lophornis verreauxii) ist eine Vogelart aus der Familie der Kolibris (Trochilidae), die in Venezuela, Kolumbien, Ecuador, Peru, Bolivien und Brasilien verbreitet ist. Der Bestand wird von der IUCN als „nicht gefährdet“ (least concern) eingeschätzt.

## Merkmale
Die Grünschopfelfe erreicht eine Körperlänge von etwa 7,5 bis 9,1 cm. Das Männchen hat einen prächtigen, tiefgrünen Kopf mit dunkelgrüner, verlängerter, rotspitziger Haube. Der vordere Oberkopf und die Ohrdecken schimmern metallisch hellgrün. Die Halsseitenfedern sind grün mit weißen Endpunkten. Ein goldener Schimmer zieht sich bis zum hinteren Rücken, der durch eine weißliche Querbinde begrenzt wird. Die Unterschwanzdecken sind rotbraun, der Schwanz kastanienbraun. Die Unterseite ist grün mit weißer Tönung, wobei Kehle und Bauch schwärzlichgrün sind. Dem Weibchen fehlen die Haube und die Büschel unter dem Ohrbereich. Dabei hat es einen deutlichen weißen Backenstrich. Die Unterseite ist schmutzig grau. Die Oberschwanzdecken wirken weniger intensiv rötlich. An der Brust hat es einen Hauch einer Goldtönung.

## Verhalten und Ernährung
Die Grünschopfelfe bezieht ihren Nektar hauptsächlich von Blüten aus den Baumkronen von z. B. Inga und Korallenbäumen, doch besucht sie gelegentlich Orchideen der Gattung Rodriguezia in den unteren Straten. Gliederfüßer werden vermutlich von den Pflanzenoberflächen abgesammelt.

## Lautäußerungen
Die Grünschopfelfe gilt als eher ruhiger Zeitgenosse. Einen kurzen tsip- oder tschip-Ton gibt sie bei der Nahrungsaufnahme von sich. Der Schwirrflug der Grünschopfelfe klingt tief bienengleich.

## Fortpflanzung
Über die Brutbiologie der Grünschopfelfe ist bisher nicht viel bekannt.  Die Brutsaison dauert von November bis März. Die ca. 0,38 g schweren Eier sind ca. 13 × 8,3 mm groß. Die Brutdauer beträgt 14 Tage, wobei die Jungvögel nach dem Schlüpfen 22 Tage lang Nesthocker sind.

## Verbreitung und Lebensraum

Verbreitungsgebiet der Grünschopfelfe (grün)

Die Grünschopfelfe bevorzugt feuchte Wälder inklusive Auenvegetation, weißsandiges Ufergebüsch und Wälder und Terra Firme. Außerdem gehört Sekundärvegetation wie Felder mit Hecken und Gestrüpp sowie Cerrado zu ihrem Lebensraum. Sie bewegt sich in Höhenlagen bis 600 Meter.

## Migration
Die Grünschopfelfe  gilt als Standvogel mit möglichen kürzeren saisonalen Zugbewegungen.

## Unterarten
Bisher sind zwei Unterarten bekannt:
- Lophornis verreauxii verreauxii Bourcier, 1853[4] – die Nominatform ist im Osten Kolumbiens über den Nordosten Ecuadors und den Osten Perus bis ins zentrale Bolivien sowie im Nordwesten Brasiliens verbreitet.
- Lophornis verreauxii klagesi von Berlepsch & Hartert, E, 1902[5] kommt im Südosten Venezuelas vor. Die Unterart ist auf der Oberseite dunkel grün, die Oberschwanzdecken bronzefarben oliv. Die weißen Spitzen an den Halsfedern sind kleiner, die Steuerfedern bronzegrün. Das Weibchen ist generell etwas dunkler, die Spitzen der Steuerfedern etwas kleiner und dunkler.[1]

Lange wurden beide als Unterart der Schmetterlingselfe (Lophornis chalybeus (Temminck, 1821)) betrachtet, doch sprechen Unterschiede in der Färbung für eine Absplitterung als eigene Art.

## Etymologie und Forschungsgeschichte
Die Erstbeschreibung der Grünschopfelfe erfolgte 1853 durch Jules Bourcier unter dem wissenschaftlichen Namen Lophornis verreauxii. Das Typusexemplar stammte aus Peru. Die Gattung Lophornis war 1829 von René Primevère Lesson u. a. für die Schmetterlingselfe eingeführt worden. Lophornis setzt sich aus den griechischen Wörtern λόφος lóphos für „Helmbusch, (Hahnen-)Kamm“ und όρνις órnis für „Vogel“ zusammen. Der Artname verreauxii ist Édouard Verreaux gewidmet. Klagesi ehrt Samuel Milton Klages (1875–1957), der das Typusexemplar zusammen mit seinem Bruder Edward A. Klages gesammelt hatte.